# Тайбугінський юрт
Тайбугінський юрт — сибірськотатарський внутрішній улус Синьої Орди, щобула частиною Золотої Орди. З початком кризи в 2-й пол. XIV ст. в Синій Орді став фактично напівнезалежним. 1495 року перетворено на Сибірське ханство. Відомий також як Ішимський або Іскерський юрт.

## Історія
З VIII ст. ці землі входили до складу Кимацького каганату. В середині IX ст. внаслідок кризи каганат почав розпадатися. На його місці утворилося декілька пдержав або племенних союзів. Наприкінці того ж століття в районі річок Ішим і Іртиш формується власна держава, яку дослідники умовно називають «Ішимське або Саргачське ханство». Висловлюється думка, що панівною династією була одна з гілок каганів кипчаків з роду татар.
В наступні десятиріччя відбувається змішання тюркських, насамперед кимаків і кипчаків, з місцевими племенами. Можливо до 1160-х років знаходилося в сфері впливу східної орди Кипчацького каганату.
Напочатку XIII ст. сюди мігрувала частина караїтів, розгрмлених монголами Чингізхана. Останній 1220 року підкорив цю державу, на чолі якої поставив якогось представника племені баркут (можливо з ойратів або з місцевої династії) з титулом тайбуга (третім після хана). В наступним легендах він перестворивс яна власне ім'я володаря юрта.
В наступне сторіччя Тайбугінський юрт став частиною Улуса Джучі (Золотої Орди) — лівого крила, відомого як Синя Орда (або улус Шибанідів). У 1382 року з початком розпаду останньої Тайбугінський юрт став частиною Тюменського ханства. В свою чергу постійні війни тюменських ханівпроти Великої Орди та Тимуридів призвело до зменшення увагу до сибірських володінь, що зрештою призвело до здобуття Тайбугінським юртом фактичної незалежності.
1468 року Муса-бій переніс столицю юрта до Іскеру, внаслідок чого він став зватися Іскерським юртом. 1495 року Мухаммед Тайбуга засновує Сибірське ханство, яке 1510 року знищило занепадаюче Тюменське ханство.

## Територія
Кордони вчені визначають доволі приблизно. Це Надішиммя і Надіртишшя. Першою столицею (в домонгольський період) була Кизил-Тура (за різними версіями територія сучасного Уст-Ішиму, Красноярського городища або Новоникольського городища).